# Tomás Maldonado
Tomás Maldonado (Buenos Aires, Argentina; 25 de abril de 1922-Milán, Italia; 26 de noviembre de 2018) fue un artista visual, diseñador industrial y teórico del diseño argentino. Fue conocido por su considerable influencia en el pensamiento y la práctica del diseño en la segunda mitad del siglo XX y es considerado como uno de los principales teóricos del llamado enfoque científico del diseño. Fue miembro fundador del Movimiento de Arte Concreto y uno de los protagonistas de la renovación plástica de la década de los 1940 en la Argentina.
Su reputación se estableció durante sus años en la Hochschule für Gestaltung (HfG) en Ulm (Alemania), donde su influencia se sentía cada vez más, tras su nombramiento como director en 1956. Allí, Maldonado consideró al proceso de diseño como una metodología sistemática, científica, y de base teórica. Y desempeñó un papel clave en la mudanza del programa de estudios de la escuela, fuera del programa inspirado en la Bauhaus en sus inicios, hacia un enfoque que se consideró más adecuado para hacer frente a las complejidades de la vida posterior a la Segunda Guerra Mundial. 
A fines de la década de 1960 se trasladó a Italia donde sobresalió en la práctica profesional del diseño y la comunicación tanto como la docencia. Su profusa producción teórica sobre temáticas vinculadas al diseño, la proyectación, el medio ambiente y la filosofía técnica, lo posicionaron como un referente insoslayable del pensamiento contemporáneo. Fueron todas estas actividades las que lo mantuvieron alejado de la pintura. En 2000 retomó la pintura luego de 45 años sin practicarla. 
Tomás Maldonado recibió los mayores reconocimientos internacionales por su trayectoria. Entre otros cargos importantes, fue presidente del Comité Ejecutivo del WDO (ex ICSID) World Design Organization (ex International Council of Societies of Industrial Design) y director de la revista Casabella. En 2012 recibió el Premio Konex Mención Especial por su destacada trayectoria en las Artes Visuales de la Argentina.

## Juventud en Argentina
Nació en la ciudad de Buenos Aires. Se formó artísticamente entre 1936 y 1942 en la Escuela Nacional de Bellas Artes Prilidiano Pueyrredón, ya durante esta etapa inicial de estudiante realizó una actividad ideológica relacionada con el vanguardismo argentino. Junto con otros jóvenes artistas (Alfredo Hlito, Claudio Girola y Jorge Brito), publicó el "Manifiesto de cuatro jóvenes", contra el academicismo y los “filisteos” y “vanguardistas indignos” que avalaban los premios del Salón Nacional. 

"Éramos la generación de la Segunda Guerra. El fascismo, la proliferación de dictaduras latinoamericanas, una oligarquía ciega y absurda y un arte [...] almidonado, que tuvo algún mérito. Nos escribían con lápiz sobre los cuadros: “Concretos concretinos”. Pero nosotros intuimos que cerraba un mundo y empezaba otro. ¿Qué podíamos hacer a los veinte años? Imaginamos cosas fantásticas: un mundo sin guerra, sin racismo, con más justicia, y el arte como elemento de coagulación de esas ideas. Una utopía."
Tomás Maldonado, 2007.

Durante su juventud en los años 40 tomó contacto con pintores, filósofos, músicos, inmigrantes europeos que cultivaron en la Argentina, las ideas de los movimientos de vanguardia como el cubismo, futurismo, dadaísmo, constructivismo, abstracción. A través de ellos pudo recibir una fuente inagotable de estímulos de todo tipo.
En 1944 funda la revista Arturo. En 1946 redacta el Manifiesto Invencionista y crea el Movimiento Arte Concreto-Invención, que postulaba un arte de rigurosa observancia no figurativa y la renovación de la cultura, de la vida cotidiana y de la sociedad en su conjunto. Decretaba el fin de “la era artística de la ficción representativa” y se pronunciaba “contra la nefasta polilla existencialista o romántica”, “los subpoetas de la pequeña llaga y del pequeño drama íntimo” y “todo arte de elites”, gritando al final con mayúsculas “NI BUSCAR NI ENCONTRAR: INVENTAR”, con “júbilo” y sistematización. En esta etapa lo acompañaron Edgar Bayley, Antonio Lozza, Alberto Molemberg, Primaldo Mónaco, Jorge Souza, Matilde Werbin, Lidy Prati, Alfredo Hlito, Manuel Espinosa, Raúl Lozza, Enio Iommi, Claudio Girola y Oscar Núñez entre otros artistas. 

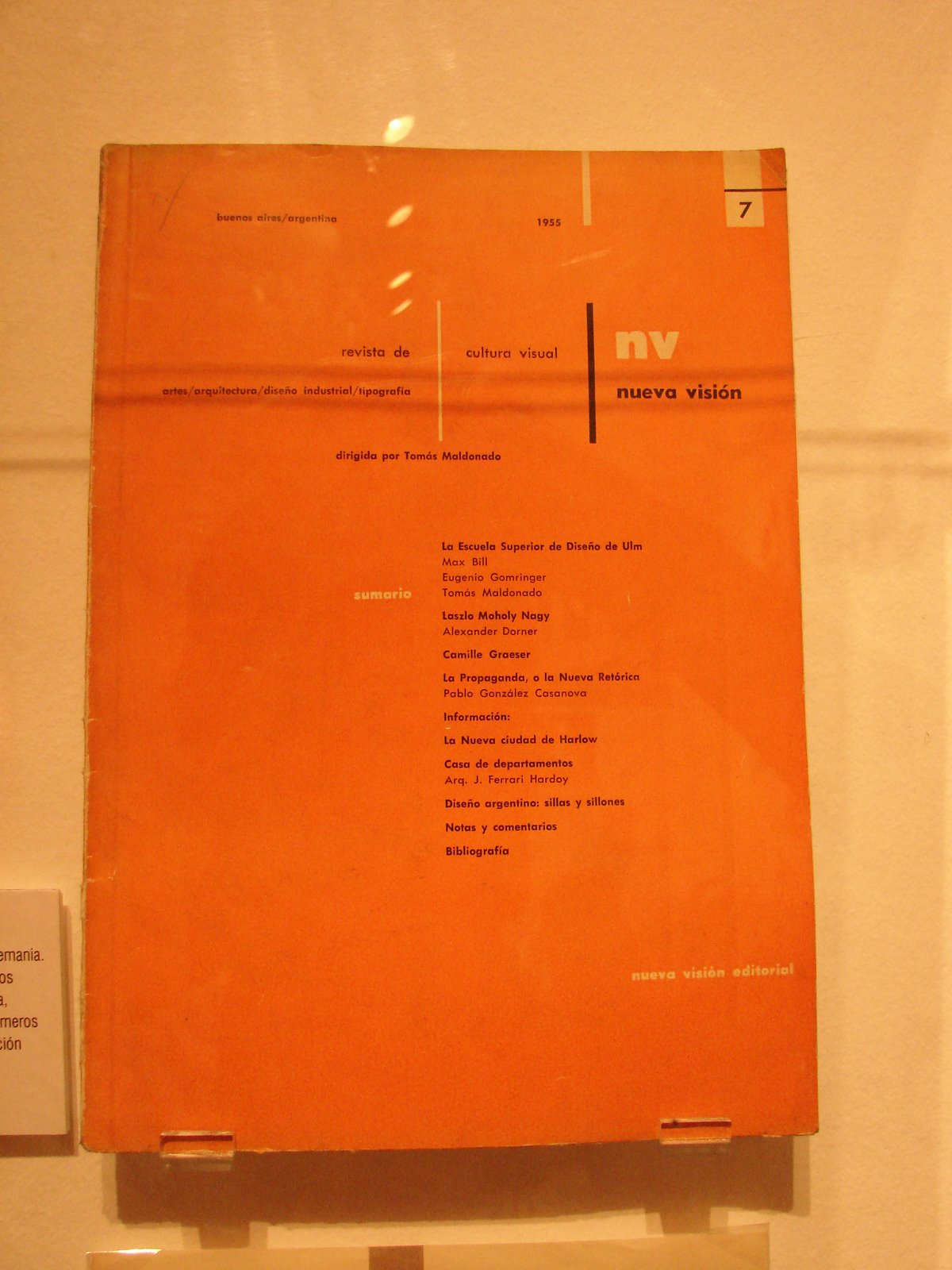
Portada de la revista Nueva Visión (1955), dirigida por Maldonado.

Un año más tarde organiza la primera exposición de la Asociación del salón Peuser. En 1948 se termina la asociación de los artistas argentinos y se empieza a viajar. En ese año realiza un viaje a Europa, donde se encuentra con artistas de renombre como Max Huber, Bruno Munari, Piero Dorazio, Achille Perilli, Giani Dova y Gillo Dorfles. En Zúrich, establece contactos con los principales exponentes del concretismo suizo: Max Bill, Richard P. Lohse, Camille Graeser y Verena Loewensberg y en París con Georges Vantongerloo. De vuelta en Buenos Aires su actividad artística comienza a sufrir la influencia sobre todo de concretistas suizos, de Vantongerloo y, por vía indirecta, de Friedrich Vordemberge-Gildewart. Es en ese momento que empieza a ocuparse de arquitectura y de diseño.
El grupo de arte Concreto-Invención se disuelve por lo cual Maldonado decide dar origen a una nueva agrupación de artistas concretos inspirado en las enseñanzas de éste. En 1949 escribe el primer artículo en la Argentina referido al Diseño Industrial y su proyección social (Revista del Centro de Estudiantes de Arquitectura, 1949). En 1951 funda la revista Nueva Visión, una publicación trimestral de arte, arquitectura, diseño industrial y gráfica que se publicó hasta 1957. El primer número incluye, entre otros, un artículo de Ernesto N. Rogers sobre Max Bill. Esta publicación dará nacimiento a la Editorial Nueva Visión, cuya primera edición es el libro Max Bill, de Maldonado, en 1953. Junto con Carlos Méndez Mosquera y Alfredo Hlito, fundan el primer estudio de diseño y comunicación del país, llamado Axis. En esa misma época también formó parte de oam (organización de arquitectura moderna) junto a jóvenes arquitectos que pugnaban por la innovación en el diseño. En 1952 participó del grupo Artistas Modernos de la Argentina, organizado por el crítico del arte Aldo Pellegrini. El grupo, conformado por artistas como Enio Iommi, Alfredo Hlito, Lidy Prati , Sarah Grilo y José Antonio Fernández-Muro, entre otros, se presentó en muestras en el Museo de Arte Moderno de Río de Janeiro y en el Museo Stedelijk de Ámsterdam hasta que se disolvió en 1954.
Publica en 1949 “El diseño y la vida social”  –considerado el primer texto sobre diseño industrial en América Latina– donde Maldonado conceptualizaba la producción de objetos como un eje clave para abordar las problemáticas del mundo contemporáneo, tras producirse el golpe de Estado, en 1955 se hallaba en Alemania donde permanecerá varios años.

## Alemania y la escuela de Ulm

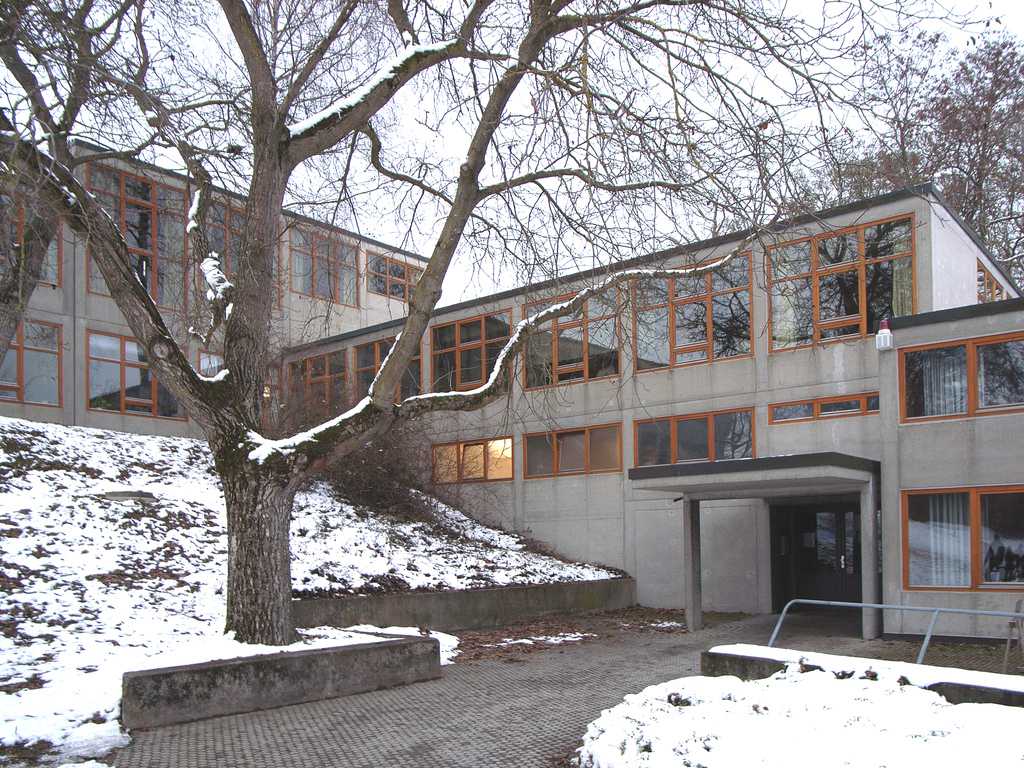
Edificio de la HfG de Ulm diseñado por Max Bill y terminado en 1955. Tomás Maldonado realizó su labor docente en esta institución durante 12 años.

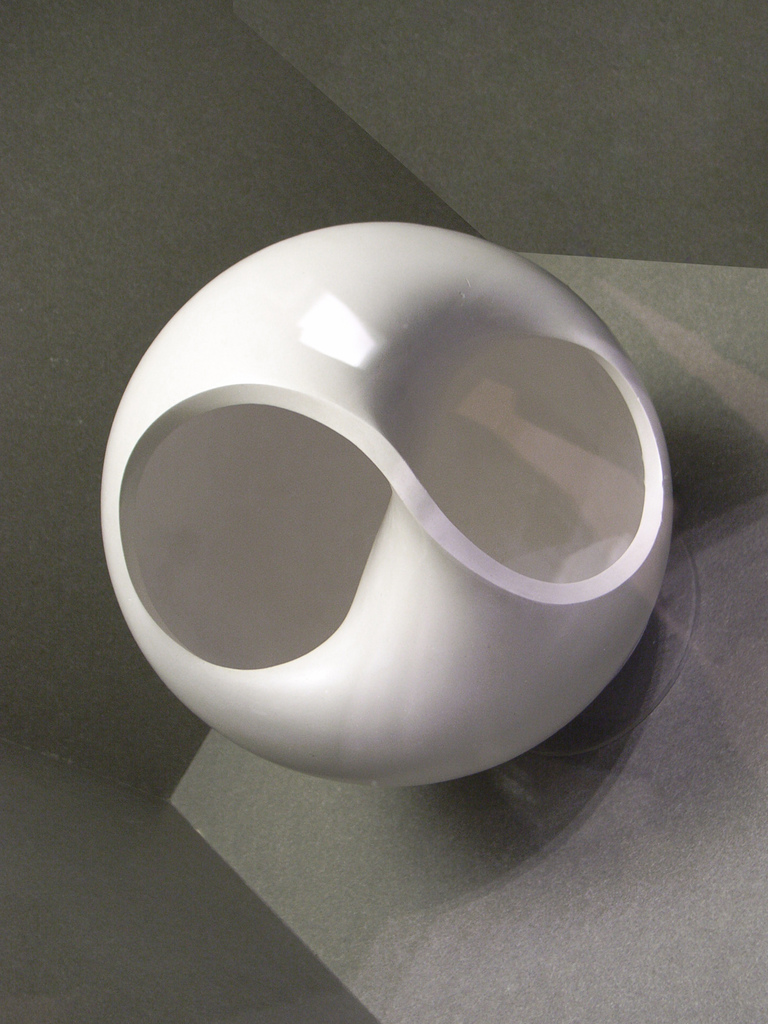
Maqueta para el estudio de la forma continua del taller de Tomás Maldonado en la HfG de Ulm.

En 1954 viaja a Alemania Occidental invitado por Max Bill, donde es profesor de la Hochschule für Gestaltung (HfG) en Ulm, hasta 1966. Entre 1956 y 1966 fue parte de la junta de directores de esta institución, la cual fue orientada hacia un extremado racionalismo y cientificismo, ejemplo de ello es el ensayo y alegato por él redactado y titulado "Ulm, ciencia y proyección".
Hasta la creación de la HfG de Ulm, el perfil profesional del diseñador aún no estaba definido. Incluso, en las publicaciones de la misma institución ni siquiera se usaba la palabra "diseñador". Aun así, Maldonado, en su conferencia dictada en 1958 en la Exposición Mundial de Bruselas titulada “Nuevos desarrollos en la industria y en la formación de diseñadores de productos” definió, no sólo los componentes de una formación adecuada en diseño, sino también las tareas y el papel del nuevo tipo de “diseñador de productos”.
Luego de la partida de Max Bill, la HfG Ulm fue dirigida por un rectorado que incluía a Otl Aicher, Hans Gugelot y Tomás Maldonado. Además de este cambio en la organización, hubo una reestructuración del concepto pedagógico. Estos cambios en el programa de estudios significaba la inclusión de materias como Introducción a la Semiótica y a otras relacionadas con la Física y la Arquitectura, buscando la rigurosidad científica del estudio.
Esta nueva posición fue presentada por Maldonado en la exposición mundial de Bruselas en 1958. Maldonado afirmaba que 25 años después del cierre del Bauhaus, sus categorías no podían seguir siendo aplicadas en otra escuela. Aunque tenía una revisión crítica, no pretendía minimizar los logros de esta institución. En cambio él veía como necesario para el desarrollo de la HfG Ulm, el distanciarse, en primer lugar, de la fase expresionista de la fundación de la Bauhaus, que tenía sus raíces en el movimiento Arts and Crafts. Esto implicaba el rechazo a la prioridad del factor estético en el trabajo de diseño. 
Maldonado afirma que, si bien la Bauhaus había introducido una categoría nueva y evolucionaria con su “estética racionalista de la producción industrial”, esta última fue vista más tarde como “un problema de forma, que debería ser resuelto artísticamente”. La nueva pureza y síntesis de las formas geométricas y su preocupación por la utilización del material adecuado para cada producto conllevaba el riesgo de estancarse en un formalismo académico. La orientación tradicional de ver el diseño como arte – que se desarrolló desde William Morris hasta la “buena forma” – debía ser superada. Esto era necesario ya que no sólo las condiciones culturales, sino también las económicas, habían cambiado radicalmente en Europa luego de la Segunda Guerra Mundial. 
El problema del carácter dominante de los factores estéticos en el trabajo de diseño pasó a primer plano sobre todo con la discusión sobre Raymond Loewy y el concepto norteamericano del “styling”. Reyner Banham fue uno de los primeros en analizar este fenómeno. Maldonado estaba de acuerdo con él en cuatro puntos – por ejemplo, cuando dice que “en la evaluación de bienes de consumo masivo no está justificado el uso de la estética neoacadémica” y en que “la estética no debe depender de una idea de calidad abstracta y eterna ”.
Maldonado, opinaba que el lamentable estado del diseño se debía a que los stylist y los "formalistas neoacadémicos" de la Bauhaus hasta los de la buena forma, se adhirieron al concepto reaccionario del “diseño de productos como arte”. Él creyó que había llegado el momento de ampliar este concepto de diseño pasado de moda por medio de la introducción de nuevas categorías:

"El factor estético constituye meramente un factor entre muchos con los que el diseñador puede operar pero no es el primero ni el predominante. Junto a él también está el factor productivo, el constructivo, el económico y quizás también el factor simbólico. El diseño no es un arte y el diseñador no es necesariamente un artista."
Tomás Maldonado, 1958.

Según Maldonado esta fase debía ser abandonada de una vez por todas, ya que las consideraciones estéticas “han dejado de ser una base conceptual sólida del diseño industrial”.

"La fuerza impulsora de nuestra curiosidad,de nuestros estudios y de nuestro trabajo teórico, era el deseo de proveer al trabajo del diseñador de una base metodológica sólida."
Tomás Maldonado, 1984

| 1954-1956 | Vicerrector                                                             |
| 1956-1960 | Presidente del Consejo de la Facultad de la HfG                         |
| 1961-1966 | Director de Grupo de Invenciones "6" del Instituto de Diseño Industrial |
| 1962-1964 | Vicerrector                                                             |
| 1964-1966 | Rector                                                                  |
| 1962-1965 | Director del Departamento de Diseño Industrial                          |

## La etapa Italiana
Entre 1964 y 1967, en Italia Tomas Maldonado en colaboración con su colega el alemán Gui Bonsiepe desarrolló el sistema de íconos para el proyecto de diseño de la empresa italiana Olivetti y la imagen corporativa para los grandes almacenes italianos La Rinascente. En 1967 se radicó en Milán y continuó su trabajo de docente en Italia como profesor en la Facultad de Filosofía y Letras de la Universidad de Bolonia, volcado ya prácticamente a la filosofía y a la crítica con influencias de la semiótica. En uno de sus últimos ensayos (El heterodoxo) plantea la recuperación del intelectual como iluminador de la consciencia colectiva.

## Trayectoria académica
Tomás Maldonado fue profesor de Diseño ambiental (Progettazione Ambientale) en la Universidad Politécnica de Milano.
- Entre 1955 y 1964 impartió clases en la Hochschule für Gestaltung de Ulm, Alemania. Entre 1964 y 1966 fue rector de dicha institución, a la cual daría un enfoque racionalista y científico. Un ejemplo de dicha etapa queda reflejado en su ensaño "Ulm, Ciencia y diseño".

- En 1963 fue profesor Visitante en Estados Unidos en el Instituto Carnegie de Tecnología, Pittsburg.

- En 1964 dictó cursos en el Instituto de Tecnología Industrial de Buenos Aires, encomendado por la ONU en calidad de técnico experto por el problema atinante a la formación del arquitecto y del diseñador industrial en América Latina.

- En 1965 fue miembro Consultante por la reforma del Plan de Estudio de la Escuela de Arquitectura, Carnegie Institute of Technology, Pittsburg.

- En 1965 se convirtió en "Lethaby Lecturer" del Royal College of Arts de Londres, Inglaterra.

- Entre 1966 y 1967 fue Visitante Senior Fellow del Council of Humanities y profesor Visitante en la Escuela de Arquitectura de la Princeton University (Estados Unidos).

- A partir de 1968 ocupó la cátedra "Class of 1933" (Clase de 1933), en la School of Architecture de la Universidad de Princeton.

- En 1968, la SIAD (Society of Industrial Artists and Designers) le otorgó la "Design Medal", la más alta distinción inglesa en el campo del diseño.

- De 1967 a 1969 fue presidente del Comité Ejecutivo del ICSID (International Council of Societies of Industrial Design).

- En 1969 fue invitado de la All-Union Research Institute of Industrial Design de Moscú, conferencia en Moscú, Leningrado y Vilinus.

- Entre 1967 y 1970 fue profesor Visitante en la Escuela de Arquitectura, Princeton University.

- Entre 1976 y 1984 trabajó como profesor titular en el Envirommental Design de la Universidad de Bolonia en la Facultad de Filosofía y Letras.

- En 1972 fue invitado al Centro Técnico de Construcción de La Habana, donde dictó conferencias y seminarios.

- Entre 1973 y 1974 dictó el Curso de Proyectación Ambiental en la Escuela de Arquitectura, Universidad de Ginebra.

- En 1974 recibió la Medalla de Oro al mérito ciudadano otorgada por el Municipio de Milán.

- Entre 1976 y 1984 fue profesor titular de Proyectación Ambiental en la Facultad de Letras y Filosofía, Universidad de Bolonia.

- Entre 1977 y 1981 fue director de la revista Casabella.

- En 1984 visita la Argentina y mantiene reuniones en la Facultad de Arquitectura y Urbanismo de la UBA, donde promueve la creación de las carreras de Diseño Gráfico y Diseño Industrial.

- Entre 1976 y 1991 fue profesor ordinario de Proyectación Ambiental en el Politécnico de Milán.

- En 1985 fue nombrado Profesor Honorario de la Universidad de Buenos Aires.

- En 1994 fue nombrado Dotcor Honoris Causa de la Universidad de La Plata, Argentina. En el mismo año también fue nombrado Académico Honorario de la Academia de Bellas Artes de Brera, Milán, Italia.

- Entre 1992 y 1997 fue profesor Consulto y Director del Departamento de Diseño Industrial del Politécnico de Milán.

## Obras escritas

### Libros
- Max Bill (Buenos Aires, 1954).
- La speranza progettuale (Turín 1970, versión castellana: Ambiente humano e ideología. Notas para una ecología. Buenos Aires, 1971)
- Environnement et idéologie (Paris 1972, traducción del italiano)
- Vanguardia y racionalidad. Artículos, ensayos y otros escritos (Barcelona, 1977).
- Técnica y Cultura, el debate alemán entre Bismarck y Weimar (Milano, 1979).
- El diseño industrial reconsiderado (Barcelona, 1977 y edición revisada Barcelona, 1993).
- El futuro de la modernidad (Madrid, 1990).
- Tre lezioni americane (Milano, 1992).
- Lo real y lo virtual (Barcelona, 1992).
- Qué es un intelectual? Aventura y desventura de un rol (Buenos Aires, 1998)
- Crítica de la razón informática (Buenos Aires, 1998)
- Escritos preulmianos (Buenos Aires, 1997)
- ¿Es la arquitectura un texto? y otros escritos (Buenos Aires, 2004)
- Memoria y conocimiento. Sobre los destinos del saber en la perspectiva digital (2007)
- Ulm, ciencia y proyección (1964).
- Defoe:Daniel Defoe, sobre el proyecto.
- Hacia una racionalidad ecológica (Buenos Aires, 1990).
- El heterodoxo (1998).

### Artículos
- Nuevos desarrollos en la industria y en la información del diseñador de productos. En "Ulm" n.º 2, 1958.
- Die Krise der Pädagogik und die Philosophie der Erziehung. En "Merkur" XIII, 1959.
- Comunicación y semiótica. En "ulm" n.º 5, 1959.
- Malestar por eñ goce de la formación en diseño. En "ulm" n.º 6, 1962.
- Producción sin consumo. En "ulm" n.º 7, 1963.
- ¿Es la Bauhaus relevante hoy en día?. En "ulm", 1963.
- G. Bonsiepe, T. Maldonado, Ciencia y diseño. En "ulm" n.º 10/11, 1964.
- El rol del diseñador de productos en la industria del acero. En "ulm" n.º 14/15/16, 1965.
- La formación del arquitecto y del diseñador industrial en un mundo emergente. En "ulm" n.º 12/13, 1965.
- Ulm revisitado. En Rassegna 19, 1984.